# Zygzakowiec kaukaski
Zygzakowiec kaukaski (Zerynthia caucasica) – owad, motyl dzienny o żółtym ubarwieniu skrzydeł czerwonymi punktami. Gatunek zamieszkujący Kaukaz i Turcję. Gatunek poważnie zagrożony wymarciem. 

## Środowisko
Ciepłe i suche tereny porośnięte roślinnością kserotermiczną. Górskie zbocza. 

## Występowanie
W Polsce nie występuje.